# Episodi de L'allegra banda di Nick (diciassettesima stagione)
La diciassettesima stagione della serie televisiva L'allegra banda di Nick è stata trasmessa in anteprima in Canada dalla CBC Television tra il 2 ottobre 1988 e il 28 giugno 1989.
| nº | Titolo originale            | Titolo italiano | Prima TV Canada  | Prima TV Italia |
| -- | --------------------------- | --------------- | ---------------- | --------------- |
| 1  | The Fixer (Part 1)          |                 | 2 ottobre 1988   |                 |
| 2  | The Fixer (Part 2)          |                 | 2 ottobre 1988   |                 |
| 3  | Terms of Embattlement       |                 | 9 ottobre 1988   |                 |
| 4  | Dinner for Two              |                 | 16 ottobre 1988  |                 |
| 5  | The Wrong Stuff             |                 | 23 ottobre 1988  |                 |
| 6  | Lone Wolf                   |                 | 30 ottobre 1988  |                 |
| 7  | Computer Error              |                 | 6 novembre 1988  |                 |
| 8  | Night Flyers                |                 | 4 dicembre 1988  |                 |
| 9  | The Gift                    |                 | 18 dicembre 1988 |                 |
| 10 | Gibsons Landing Party       |                 | 25 dicembre 1988 |                 |
| 11 | Kelly and Kate              |                 | 1º gennaio 1989  |                 |
| 12 | The Corporal and the Doctor |                 | 15 gennaio 1989  |                 |
| 13 | Mystery of Blubber Bay      |                 | 22 gennaio 1989  |                 |
| 14 | Potter's Treasure           |                 | 5 febbraio 1989  |                 |
| 15 | 16 Elephants (Part 1)       |                 | 12 febbraio 1989 |                 |
| 16 | 16 Elephants (Part 2)       |                 | 19 febbraio 1989 |                 |
| 17 | Biker                       |                 | 26 febbraio 1989 |                 |
| 18 | Not for Sale                |                 | 5 marzo 1989     |                 |
| 19 | Club Laundromat             |                 | 7 maggio 1989    |                 |
| 20 | The Syndicate               |                 | 13 giugno 1989   |                 |
| 21 | Jenny (Part 1)              |                 | 21 giugno 1989   |                 |
| 22 | Jenny (Part 2)              |                 | 28 giugno 1989   |                 |